# 요하네스 로이힐린

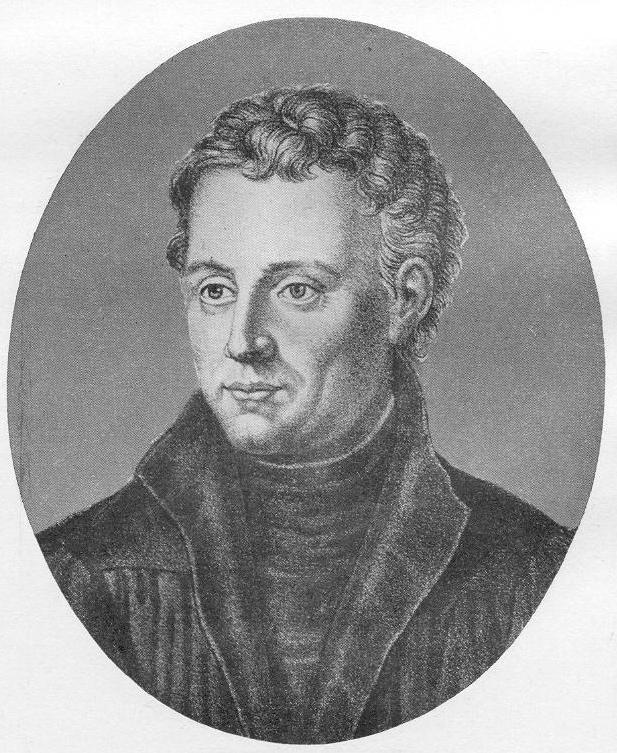

요하네스 로이힐린(Johannes Reuchlin, 1455년 - 1522년)은 독일의 인문주의자이다. 독일에서의 그리스학, 히브리어학의 기초를 닦았다. 교황에는 반대하나 종교 개혁 운동에 동조하지 않았다.